# GERALDINE
「GERALDINE」（ジェラルディン）は、日本のヘヴィメタルバンド・LOUDNESSのシングル。1983年1月21日に発売された。GERALDINEはBoots Walkerのカバーである。
GERALDINEはDEVIL SOLDIER 〜戦慄の奇蹟〜の2005年再発時にボーナストラックとして収録され、IN THE MIRRORはTHE LAW OF DEVIL'S LAND 〜魔界典章〜に収録された。

## 収録曲
1. GERALDINE
  - 作詞：Lou Zerato / 作曲：Lou Zerato /訳詞:二井原実/ 編曲：LOUDNESS
2. IN THE MIRROR
  - 作詞：二井原実 / 作曲：高崎晃 / 編曲：LOUDNESS